# 自彊術
自彊術（じきょうじゅつ）とは、大正5年（1916年）に手技療法士だった中井房五郎（1878年 - 1931年）によって創案された健康体操。

## 概略
中井房五郎は実業家の十文字大元（1867年 - 1924年）の難病を治療して快癒させた。十文字大元は中井房五郎（文盲）が治療術を体操化したのもを画伯に記録させた。その３１動作（大正5年）が現在でも使用されている。そして十文字大元はこの体操を自彊術と命名。 
十文字大元は家族、知り合いで体操を実践。更に経営していた金門商会（従業員400人余）の寄宿舎生にも毎晩行っていた。大正7年構内に道場をたて、体操料10銭を払って就業中でも行い、体操料の支払額が毎月1千円かかったと記録されている。約2年間続けてその効果を確認されている。 
十文字大元は後藤新平伯爵に頼み拓殖大学内に自彊術会を発足。その後東京帝国大学、早稲田大学等と普及を行う。大正6年文部次官の設営で発表会が行われ、政府、軍隊、体育専門関係者約200人からの好評を得た。
日本国民が当時6千万人の時代に3百万人の自彊術同人会を組織。開設費用は十文字大元が莫大な私財を投じている。十文字大元が大正5年から他界した大正13年の間に、開講した回数は7千回余りと記録されている。

## 自彊術普及の根本精神
十文字大元の自彊術普及の根本精神は「国民そして世界中の人達が自彊術で健康に！自彊術には家元制度は要らない」である。つまり商業主義を排するものである。自彊術は十文字大元が生命と私財を投じて普及させた。

## 歴史はすべて収録されている
「自彊術の神髄」（大正14年大審院委員長法学博士横田英雄監修）に記録。大審院とは旧憲法の最高位の裁判所である。

## 戦後の自彊術の追加事項
久家恒衛を近藤芳郎医学博士が名古屋医師会長吉田誠三医学博士に紹介し、吉田博士は厚生大臣を会長とする健康と長寿の会を発足。近藤医博もこれに賛同。東京、大阪、名古屋、鳥取と開催。大盛況を収める。ところが鳥取会場にて近藤医博が突如自分のチラシを撒き両者決裂。 

### 平成9年9月社団法人自彊術普及会が特許を申請と盗作事件
自彊術の指導権を独占する内容だが、株式会社金門製作所（当時）、十文字学園、近畿自彊術友の会、十文字自彊術健悠会、吉田病院、社団法人生命の財蓄体操普及会等が提訴してこれを却下。なんと自彊術は近近藤芳郎が創ったとの文言がある。これは盗作事件であり、社団法人自彊術普及会のこの行為は十文字大元の根本精神を踏みにじったものである。

## 主な実践団体
学校法人十文字学園（創立以来100年）、近畿自彊術友の会（久家恒衛より３代）、十文字自彊術健悠会、吉田病院グループ（二宮恒夫、春日井稀子大師範）、田島グループ、社団法人生命の貯蓄体操普及会、社団法人自彊術普及会等。

## 参考資料
中井房五郎は、大正5年（1916年）に自著「自彊術」を出版している。国立国会図書館の近代デジタルライブラリーでこの本を見ると、31の動作が挿絵入りで解説されている。当時は、上半身裸で行っていたことがうかがえる。また、動作説明の後に、この体操を行う時と日常生活の注意事項も書いているが、現代においても充分参考になる内容である。
この本の序文を十文字大元の同郷である後藤新平が書いている。後藤は、板垣退助が岐阜で襲われたときに診察した医師であり、また、関東大震災のとき、内務相であった彼が地震の５日後に「帝都復興院」を設置し、自ら総裁に就き、内務省から優秀なスタッフを引き抜き、猛烈なスピードで復興案を練り上げ尽力したことでも知られている。この序文で、病は薬に頼らず自分の治癒力で治せと書いている。また、拓殖大学の学長時代には、校内に「自彊会」をつくっている。
近代デジタルライブラリーには、大正9年に出版された漢学者松平康國の「予の実験せる自彊術」もあり、こちらは、自彊術の性質効果、これを行うときの注意などを松平自身の体験から記述している。
この本の序文は、大隈重信が書いている。序文のなかで、自らが己の病を治す自彊術は、人間社会の罪悪は社会自らが救済する能力を持っているという彼の政治観と符合するところがあると述べている。
松平は、東京専門学校（後の早稲田大学）の講師をしていたので、その関係から大隈が書いたのであろうか。十文字大元も早稲田大学で自彊術の講演を行っている。
上記2冊の本の序文を、当時の著名人が書いているのをみても、当時の自彊術が、いかに社会的に認識されていたかを窺い知ることができる。